# Longin Pawłowski
Longin Pawłowski, właściwie Longin Korwin-Pawłowski (ur. 2 kwietnia 1909 w Wilnie, zm. 1 listopada 1983 w Toronto, Kanada) – polski żołnierz zawodowy, uczestnik wojny obronnej 1939, kawaler Orderu Virtuti Militari V klasy, także piłkarz, ligowiec w barwach Śmigłego Wilno, reprezentant Polski w jednym spotkaniu.

## Biografia wojskowa i emigracyjna
Do Wojska Polskiego wstąpił w 1928, służył w 1 pułku piechoty Legionów w Wilnie. W 1937 rozpoczął naukę w Szkole Podchorążych dla Podoficerów w Bydgoszczy, a następnie w Szkole Podchorążych Piechoty w Ostrowi Mazowieckiej. We wrześniu 1939 walczył jako dowódca plutonu w 5 pułku piechoty Legionów, 13 września 1939 został mianowany podporucznikiem. Pod koniec września 1939 wraz ze swoim plutonem wszedł w skład Samodzielnej Grupy Operacyjnej Polesie. Walczył w bitwie pod Kockiem i za udział w tych walkach w rejonie Woli Gułowskiej został odznaczony Orderem Virtuti Militari V klasy. Po kapitulacji przebywał w Oflagu II C Woldenberg, po jego ewakuacji w stalagu w Sadbostel i oflagu w Lubece. Odzyskał wolność 2 maja 1945, wstąpił do 2 Korpusu Polskiego, a w 1946 do Polskiego Korpusu Przysposobienia i Rozmieszczenia. Następnie był działaczem polskiego sportu w Wielkiej Brytanii, m.in. należał do założycieli Związku Polskich Klubów Sportowych, działał także w paramilitarnej organizacji Brygadowe Koło Młodych „Pogoń”. W 1959 wyjechał do Kanady, gdzie działał w harcerstwie, m.in. w latach 1968-1969 był komendantem Chorągwi Harcerzy w Kanadzie.

## Biografia piłkarska
Występował w klubach wileńskich Strzelec Wilno (1924-1926), WKS Pogoń Wilno (1926-1930), WKS 1 p.p. Leg. (1930-1932), a po ich fuzji w Śmigłym Wilno (1932-1939), jako napastnik. W 1938 wystąpił w jedynym w historii Śmigłego sezonie w ekstraklasie, strzelając w 13 meczach 4 bramki, w tym pierwszą w historii tego klubu na szczeblu I ligi (19 kwietnia 1938 z Ruchem Chorzów). Był pierwszym piłkarzem pochodzącym z Wilna, który zagrał w reprezentacji Polski. Było to 12 września 1937 w towarzyskim spotkaniu z Danią, wygranym 3:1.